# Aşağıkaraören, Seydişehir
Aşağıkaraören là một xã thuộc huyện Seydişehir, tỉnh Konya, Thổ Nhĩ Kỳ. Dân số thời điểm năm 2011 là 356 người.